# Libochovany
Libochovany är en ort i Tjeckien.   Den ligger i regionen Ústí nad Labem, i den nordvästra delen av landet, 60 km nordväst om huvudstaden Prag. Libochovany ligger 149 meter över havet och antalet invånare är 554.
Terrängen runt Libochovany är huvudsakligen kuperad, men åt sydost är den platt. Libochovany ligger nere i en dal.Runt Libochovany är det ganska tätbefolkat, med 78 invånare per kvadratkilometer. Närmaste större samhälle är Ústí nad Labem, 10,5 km norr om Libochovany. I omgivningarna runt Libochovany växer i huvudsak blandskog.